# Insanity (Darkane)
Insanity è il secondo album del gruppo melodic death metal Darkane. È stato pubblicato il 6 marzo 2001.
Il nome dell'album è dovuto alla serie di eventi caotici che sono accaduti durante la registrazione dell'album, come un temporale che ha causato un black out.

## Tracce
1. Calamitas – 2:40
2. Third – 3:59
3. Emanation of Fear – 4:29
4. Impure Perfection – 3:09
5. Hostile Phantasm – 5:55
6. Psychic Pain – 4:19
7. 000111 – 1:38
8. The Perverted Beast – 4:29
9. Distress – 3:36
10. Inauspicious Coming – 4:40
11. Pile of Hate – 8:16
12. Inverted Spheres – 1:43
13. Convicted (Live)(Japan bonus track) – 4:25

## Crediti

### Darkane
- Andreas Sydow - voce
- Christofer Malmström - chitarra solista
- Klas Ideberg - chitarra ritmica
- Jörgen Löfberg - basso elettrico
- Peter Wildoer - batteria

### Ospiti
- Fredrik Thordendal - chitarra
- Lisbeth Westerg - viola, violino
- Thomas Ewerhard - design
- Peter in de Betou - mastering
- Daniel Bergstrand - ingegneria, missaggio, produzione
- Wez Wenedikter - produttore esecutivo
- Harry Ellström - basso doppio
- Dan Hedborg - violoncello
- Niclas Kase - direttore di coro
- Stefan Ideberg - fotografia

Coro
- Maria Andersson
- Jan Ahlgren
- Therese Malmström